# Slacker (film, 1990)
Pour les articles homonymes, voir Slacker.
Pour plus de détails, voir Fiche technique et Distribution.
Slacker est un film américain réalisé par Richard Linklater et sorti en 1990.

## Fiche technique
- Titre original et français : Slacker
- Réalisation et scénario : Richard Linklater
- Pays de production :  États-Unis
- Format : Couleurs - 35 mm - 1,37:1 - Stéréo
- Genre : comédie dramatique
- Durée : 100 minutes
- Dates de sortie[1] :
  - États-Unis : 21 avril 1990 (USA Film Festival)
  - États-Unis : 27 juillet 1990 (avant-première à Austin
  - États-Unis : 5 juillet 1991
  - France : 29 janvier 2020
- Classification[2] :
  - États-Unis : R
  - France : tous publics

## Distribution
- Richard Linklater : celui qui aurait dû rester à l'arrêt de bus
- Rudy Basquez : chauffeur de taxi
- Jean Caffeine : Roadkill
- Jan Hockey : Jogger
- Stephan Hockey : Running Late
- Mark James : Hit-and-Run Son
- Samuel Dietert : Grocery Grabber of Death's Bounty
- Bob Boyd : l'officier Bozzio
- Terrence Kirk : l'officier Love
- Keith McCormack : le musicien de rue
- Jennifer Schaudies : la femme marchant vers le Coffee Shop
- Dan Kratochvil : Espresso Czar / Masonic Malcontent
- Maris Strautmanis : Cappuccino géant
- Brecht Andersch : Dostoyevsky Wannabe
- Tommy Pallotta : celui qui un ami

## Production

### Genèse et développement
L'idée de Slacker est venu d'un désir « de longue date » de Richard Linklater de faire un film sur des personnages qui ne sont liés que par le mouvement du film. Il avait réfléchi à l'idée pendant cinq ans, mais n'a commencé à y travailler qu'après avoir terminé le tournage de son premier film à petit budget, It's Impossible to Learn to Plow by Reading Books, qu'il a tourné sur Super 8 avec un casting réduit. Le film a été financé avec l'argent des amis et des parents de Richard Linklater, ainsi qu'avec des cartes de crédit et des économies. Le titre de travail de Slacker était No Longer/Not Yet.

### Tournage
Slacker n'a pas de processus de casting organisé. Au contraire, Richard Linklater a employé des amis et approché les gens dans la rue avec un look ou une personnalité décalée. Il a soigneusement travaillé avec chaque acteur et actrice pour façonner leurs rôles, construisant soigneusement l'aspect improvisé du film. Il a également choisi des résidents notables d'Austin comme Louis Black (en), Abra Moore (en) et Teresa Taylor du groupe Butthole Surfers.
Le tournage a lieu en 1989 à Austin. Il est filmé avec une Arriflex Format 16 mm avec un budget de 23 000 $. Selon Richard Linklater, le film a été tourné sans autorisations. Ils ont été approchés par la police à un moment donné, mais ont été autorisés à continuer lorsque le jeune cinéaste leur a expliqué qu'ils tournaient un film.

## Sortie et accueil
Slacker est présenté en avant-première au Dobie Theater d'Austin le 27 juillet 1990,. Orion Classics acquiert les droits de distribution de Slacker pour une sortie nationale. Une version 35 mm sort le 5 juillet 1991,. Le film ne récolte que 1 228 108 $ au box-office américain

## Slacker 2011
En 2011, pour le 20e anniversaire de la sortie du film, Daniel Metz et Lars Nilsen de Alamo Drafthouse Cinema (en) développent un remake intitulé Slacker 2011. Il s'agit d'un film à sketches dans lequel chaque segment du film original est refait sous la forme d'un segment écrit et réalisé par un cinéaste ou une équipe de réalisation différente. Au total, 26 réalisateurs ont participé au film, dont Bradley Beesley (en), Bob Byington (en), Michael Dolan (en), Jay Duplass, Geoff Marslett (en), PJ Raval (en), Bob Ray (en), Duane Graves (en), Ben Steinbauer (en) et David Zellner. Certains segments sont des remakes exacts, tandis que d'autres ne sont que vaguement basés sur leur matériel d'origine. Le projet est produit par Alamo Drafthouse et l'Austin Film Society (en). Non impliqué dans le projet, Richard Linklater a approuvé l'idée : « Ce serait contraire à l'éthique du fainéant de ne pas donner sa bénédiction à l'inspiration étrange de quelqu'un d'autre. »